# Ödön von Horváth
Edmund Josef von Horváth (Sušak, Rijeka, 9 de dezembro de 1901 – Paris, 1 de junho de 1938) foi um escritor e dramaturgo de língua alemã, natural da Áustria-Hungria. Ele preferia a versão húngara do seu nome Ödön von Horváth.

## Temas literários
Tópicos importantes nas obras de Horváth foram cultura popular, política e história. Ele tentou especialmente alertar sobre o alvorecer do fascismo e seus perigos. Entre as obras mais populares de Horváth, Jugend ohne Gott [de] (Juventude sem Deus) descreve a juventude na Alemanha nazista do ponto de vista de um professor descontente, que inicialmente é um oportunista, mas é impotente contra a propaganda racista e militarista nazista.

## Obras

### Peças de teatro
- Das Buch der Tänze, 1920
- Mord in der Mohrengasse, 1923
- Zur schönen Aussicht, 1926
- Die Bergbahn, 1926, originalmente Revolte auf Côte 3018
- Sladek der schwarze Reichswehrmann, 1929, originalmente Sladek oder Die schwarze Armee
- Rund um den Kongreß, 1929
- Italienische Nacht, 1930
- Geschichten aus dem Wiener Wald
- Glaube, Liebe, Hoffnung, 1932
- Kasimir und Karoline, 1932
- Die Unbekannte aus der Seine, 1933
- Hin und her, 1934
- Don Juan kommt aus dem Krieg, 1936
- Figaro läßt sich scheiden, 1936. Giselher Klebe escreveu o libretto e compôs a sua ópera de 1963 de Figaro lässt sich scheiden baseada na sua obra; a ópera de Elena Langer Figaro Gets a Divorce, com um libretto de David Pountney, também se baseia grandemente na peça de teatro
- Pompeji. Komödie eines Erdbebens, 1937
- Ein Dorf ohne Männer, 1937
- Himmelwärts, 1937
- Der jüngste Tag, 1937 (Giselher Klebe compôs a sua ópera de 1980 Der Jüngste Tag baseada na sua obra; Lore Klebe escreveu o libretto)

### Romances
- Sechsunddreißig Stunden, 1929
- Der ewige Spießer, 1930 (The Eternal Philistine, 2011)
- Jugend ohne Gott, 1938 (The Age of the Fish, 1939)
- Ein Kind unserer Zeit, 1938 (A Child of Our Time, 1939)

### Outras, prosa
- Sportmärchen, 1924–1926
- Interview, 1932
- Gebrauchsanweisung, 1932

## Frases
- Commons
- Wikiquote

- "Nada transmite a sensação de infinito tanto quanto a estupidez." (Lema de Geschichten aus dem Wienerwald)
- "Eigentlich bin ich ganz anders, nur komme ich so selten dazu." "Na verdade, o que eu realmente sou é muito diferente. Eu raramente encontro tempo para isso." (De Zur schönen Aussicht)
- Ödön von Horváth uma vez estava andando nos Alpes da Baviera quando descobriu o esqueleto de um homem morto há muito tempo com sua mochila ainda intacta. Von Horváth abriu a mochila e encontrou um cartão postal que dizia "Passando um tempo maravilhoso". Questionado por amigos sobre o que ele fez com isso, von Horváth respondeu "Eu postei".
- "Se você me perguntar qual é meu país natal, eu respondo: nasci em Fiume, cresci em Belgrado, Budapeste, Pressburg [Bratislava], Viena e Munique, e tenho passaporte húngaro, mas não tenho pátria, sou uma mistura muito típica da antiga Áustria-Hungria: ao mesmo tempo magiar, croata, alemão e tcheco; meu país é a Hungria; minha língua materna é o alemão".